# Hesperis laciniata
Hesperis laciniata är en korsblommig växtart som beskrevs av Carlo Allioni. Hesperis laciniata ingår i släktet hesperisar, och familjen korsblommiga växter.

## Underarter
Arten delas in i följande underarter:
- H. l. laciniata
- H. l. secundiflora